# Knap (dorp)
Knap of De Knap is een gehucht van Sint-Martens-Voeren, een deelgemeente van Voeren in de Belgische provincie Limburg. Het gehucht ligt tussen de dorpskernen van Sint-Martens-Voeren en Sint-Pieters-Voeren in het Voerdal.
Knap heeft een paar bijzondere vakwerkhuizen, waarvan er één eigendom is van de Hartstichting. Sinds enige jaren heeft Knap ook enkele moderne huizen, die gericht zijn naar het achterliggende landschap richting Berg en geen vensters aan de straatkant hebben. Deze huizen zijn bewust gebouwd met de cocooning-filosofie in het achterhoofd.
Deelgemeenten: 's-Gravenvoeren · Moelingen · Remersdaal · Sint-Martens-Voeren · Sint-Pieters-Voeren · Teuven

Overige kernen: Berg · Drink · Gieveld · Hagelstein · Ketten · Knap · Krindaal · Nurop · Obsinnich · Peerds · De Plank · Reesberg · Rullen · Schilberg · Schophem · Schoppemerheide · Sinnich · Snauwenberg · Stroevenbos · Swaan · Ulvend · Veld · Veurs

Belgische gemeenten · Arrondissement Tongeren · Limburg · Vlaanderen